# Hotton
Hotton (wa. Houton) – miejscowość i gmina (commune) w południowo-wschodniej Belgii, w Regionie Walońskim, w prowincji Luksemburg, w okręgu Marche-en-Famenne. 1 stycznia 2024 roku liczyła 5706 mieszkańców.  

## Podział administracyjny
W skład gminy wchodzą trzy dzielnice (section):
- Fronville
- Hampteau
- Marenne

## Współpraca
Miejscowość partnerska:
- Izegem, Flandria Zachodnia